# Spot Goes To Hollywood
Spot Goes to Hollywood is een platformspel uitgebracht door Virgin Interactive voor de Sega Mega Drive. Het spel is een vervolg op Cool Spot. Later kwam er een versie uit voor Sega Saturn en PlayStation. In deze versies zijn de levels anders, maar aan het spelconcept werd niets gewijzigd. De versies voor Sega 32X en SNES werden geschrapt. Het spel gebruikt isometrische projectie om een pseudo-3D-leefwereld te tonen.

## Spel
De speler bestuurt het personage Spot. Spot is letterlijk in de film van een filmprojector terechtgekomen en belandt van de ene in de andere film. Elke film is een level in een bepaalde filmstijl zoals piratenfilm, avonturenfilm, horrorfilm, enzovoort.

## Platforms
| Jaar | Platform         |
| ---- | ---------------- |
| 1995 | Sega Mega Drive  |
| 1996 | Sega Saturn      |
| 1997 | Sony PlayStation |